# Emil Lindgren
Karl Emil Lindgren (ur. 4 maja 1985 w Torsång) – szwedzki kolarz górski i przełajowy, wicemistrz świata oraz czterokrotny medalista mistrzostw Europy MTB.

## Kariera
Pierwszy sukces w karierze Emil Lindgren osiągnął w 2005 roku, kiedy wspólnie z kolegami z reprezentacji zdobył brązowy medal w sztafecie podczas mistrzostw Europy w kolarstwie górskim w Kluisbergen. Wynik ten Szwedzi z Lindgrenem w składzie powtórzyli także na ME w Limosano w 2006 roku i rozgrywanych dwa lata później ME w St. Wendel. Ponadto na mistrzostwach Europy w Zoetermeer w 2009 roku razem z Tobiasem Ludvigssonem, Matthiasem Wengelinem i Alexandrą Engen zdobył złoty medal w tej samej konkurencji. Indywidualnie najlepiej wypadł na ME w Moskwie w 2012 roku, gdzie rywalizację w cross-country zakończył an dziewiątej pozycji. Był też między innymi siedemnasty na mistrzostwach świata MTB w Canberze w 2009 roku. W 2008 roku brał udział w igrzyskach olimpijskich w Pekinie, gdzie w cross-country zajął 38. miejsce. We wrześniu 2014 roku zdobył srebrny medal w eliminatorze podczas mistrzostw świata MTB w Lillehammer, przegrywając tylko z Fabrice'em Melsem z Belgii.
Startuje także w wyścigach przełajowych, jest między innymi dwukrotnym medalistą mistrzostw Szwecji.